# Rally La Vila Joiosa de 2006
El Rally La Vila Joiosa de 2006 fue la 16.ª edición del rally y la primera ronda de la temporada 2006 del Campeonato de España de Rally. Se celebró entre el 10 de marzo y el 11 de marzo y contó con un itinerario de once tramos sobre asfalto que sumaban un total de 195,20 km cronometrados.

## Clasificación final
| Pos. | Piloto              | Copiloto            | Automóvil                | Tiempo    | Diferencia |
| ---- | ------------------- | ------------------- | ------------------------ | --------- | ---------- |
| 1.   | Dani Solà           | Xavi Amigo          | Citroën C2 S1600         | 2:05:12.3 | 0.0        |
| 2.   | Miguel Ángel Fuster | José Vicente Medina | Renault Clio S1600       | 2:05:28.6 | +16.3      |
| 3.   | Joan Vinyes         | Jordi Mercader      | Renault Clio S1600       | 2:06:23.0 | +1:10.7    |
| 4.   | Sergio Vallejo      | Diego Vallejo       | Renault Clio S1600       | 2:07:15.2 | +2:02.9    |
| 5.   | Manuel Rueda        | Borja Rozada        | Renault Clio S1600       | 2:07:53.4 | +2:41.1    |
| 6.   | Alberto Hevia       | Alberto Iglesias    | Peugeot 206 S1600        | 2:10:34.7 | +5:22.4    |
| 7.   | Manuel Cabo         | Alejandro Noriega   | Citroën C2 S1600         | 2:11:20.6 | +6:08.3    |
| 8.   | Pedro Burgo         | Marcos Burgo        | Mitsubishi Lancer Evo IX | 2:12:36.7 | +7:24.4    |
| 9.   | Alberto Monarri     | Javier Santana      | Citroën C2 GT            | 2:14:56.6 | +9:44.3    |
| 10.  | Josep Basols        | Alex Haro           | Peugeot 206 XS           | 2:15:40.2 | +10:27.9   |